# Энстром (тауншип, Миннесота)
Энстром (англ. Enstrom) — тауншип в округе Розо, Миннесота, США. На 2000 год его население составило 580 человек.

## География
По данным Бюро переписи населения США площадь тауншипа составляет 93,2 км², из которых 93,2 км² занимает суша, a вода составляет 0,03 %.

## Демография
По данным переписи населения 2000 года здесь находились 580 человек, 209 домохозяйств и 159 семей.  Плотность населения —  6,2 чел./км².  На территории тауншипа расположено 249 построек со средней плотностью 2,7 построек на один квадратный километр. Расовый состав населения: 96,55 % белых, 1,55 % коренных американцев, 1,21 % азиатов, 0,52 % — других рас США и 0,17 % приходится на две или более других рас. Испанцы или латиноамериканцы любой расы составляли 0,69 % от популяции тауншипа.
Из 209 домохозяйств в 47,8 % воспитывались дети до 18 лет, в 59,8 % проживали супружеские пары, в 7,2 % проживали незамужние женщины и в 23,9 % домохозяйств проживали несемейные люди. 19,1 % домохозяйств состояли из одного человека, при том 4,8 % из — одиноких пожилых людей старше 65 лет. Средний размер домохозяйства — 2,78, а семьи — 3,18 человека.
34,7 % населения — младше 18 лет, 5,9 % — в возрасте от 18 до 24 лет, 39,1 % — от 25 до 44, 12,6 % — от 45 до 64, и 7,8 % — старше 65 лет. Средний возраст — 29 лет. На каждые 100 женщин приходилось 107,1 мужчин.  На каждые 100 женщин старше 18 приходилось 117,8 мужчин.
Средний годовой доход домохозяйства составлял 45 972 доллара, а средний годовой доход семьи —  48 750 долларов. Средний доход мужчин —  30 852 доллара, в то время как у женщин — 22 426. Доход на душу населения составил 15 544 доллара. За чертой бедности находились 5,3 % семей и 8,1 % всего населения тауншипа, из которых 12,6 % младше 18 лет.